# Ligne 111 (Infrabel)
La courte ligne 111 Thuillies - Berzée - Laneffe est une ancienne ligne secondaire de la Société du chemin de fer de l'Entre-Sambre-et-Meuse, assurant notamment la connexion entre les lignes nord-sud Mons - Chimay (ligne 109) et Charleroi - Mariembourg (ligne 132).

## Historique
- En 1848, la Société du chemin de fer de l'Entre-Sambre-et-Meuse inaugure une relation Charleroi - Walcourt - Morialmé, ainsi qu'une antenne au départ de Berzée vers Laneffe où une industrie sidérurgique et surtout extractive est à la recherche de meilleurs débouchés.
- Entre 1848 et 1875, ces 7 km sont uniquement desservis par des convois de marchandises.
- En 1875, les Chemins de fer de l'État belge relient Berzée à Thuillies et Beaumont. Une desserte voyageurs voit le jour sur l'ensemble de cette relation.
- L'entre-Sambre-et-Meuse, qui est devenu une composante du Grand Central Belge en 1865, est nationalisé en 1897.
- La ligne secondaire reste exploitée jusqu'en 1960 où l'avènement de la voiture induit le transfert du trafic voyageur à la route. Seul le trafic marchandise de cabotage subsiste entre Berzée et Gourdinne. Thuillies reste desservi via la ligne 109.

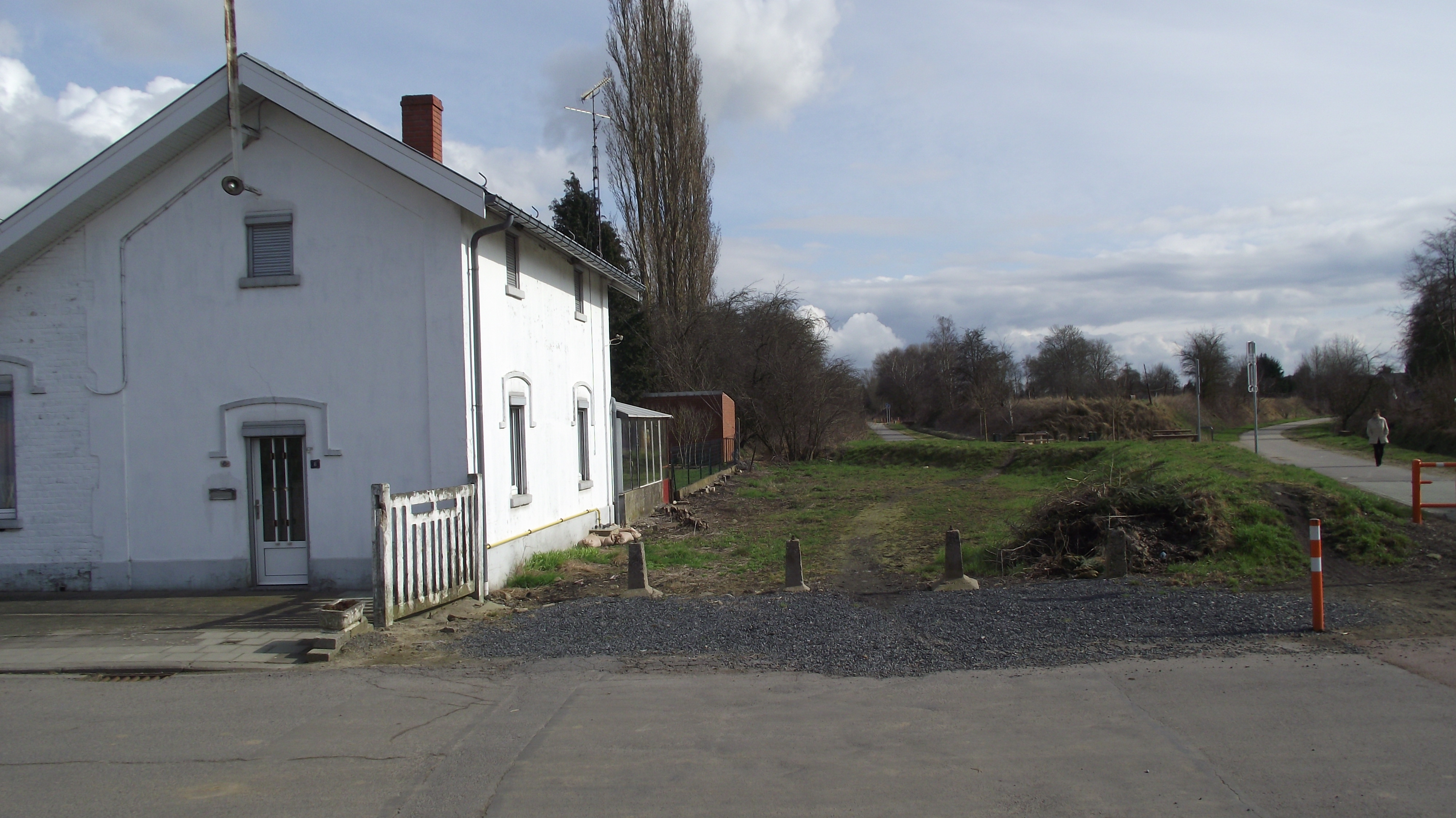
Thuillies, ancien embranchement des lignes vers Laneffe (tout droit) et Chimay (à droite)

- En 1922[1], le bâtiment de la gare de Laneffe est reconstruit sur le modèle de celui de la gare de Morialmé.
- En 1979, le tronçon Berzée - Thuillies est déferré.
- La section Thy-le-Château - Gourdinne est abandonnée en 1982 et le reste de la ligne en 1988. Le déferrement survient quelques mois après chaque fermeture.

## Utilisation
En mai 2009, l'assiette de voie est en cours de conversion en voie lente dans le cadre du réseau RAVeL
Deux tronçons sont actuellement parcourables, Thuillies-Ossogne et Berzée - Thy-Le-Château